# Sefer HaHinoukh
Le Sefer haHinoukh (Livre de l'Éducation) ou simplement le Hinoukh est un texte juif médiéval publié anonymement en Espagne au XIIIe siècle, discutant des 613 Commandements de la Torah en suivant l'ordre du récit du Pentateuque et non pas selon un ordre systématique, comme le Sefer Hammitsvot du Rambam.
Chaque commandement est décrit avec le concept de la mitzvah, sa source biblique, l'arrière-plan philosophique du commandement et un rapide survol de la halakha (Loi juive pratique) en ce qui concerne son observance.
Certains savants attribuent le livre au Rav Aaron Halevi (Ra'ah) de Barcelone (1235-c. 1290), un talmudiste et halakhiste réputé    mais d'autres contestent cette attribution, arguant que les vues exprimées dans le 'Hinoukh contredisent les opinions du Ra'ah en d'autres ouvrages.